# Gynopterus barrosi
Gynopterus barrosi is een keversoort uit de familie klopkevers (Ptinidae). De wetenschappelijke naam van de soort werd in 1905 gepubliceerd door Maurice Pic.